# 栃木孝夫
栃木 孝夫（とちぎ たかお、1958年〈昭和33年〉7月11日 - ）は、日本のミュージシャン。元THE BOOMのドラマー。

## 来歴
東京都江東区出身。千葉県立船橋高等学校、千葉大学工学部卒業。
1986年、山川浩正、宮沢和史、小林孝至らと共にTHE BOOMを結成、歩行者天国でのライブを積み重ねた後、1989年シングル「君はTVっ子」、アルバム『A PEACETIME BOOM』でCBS・ソニーからメジャー・デビュー。
以後バンドとしてシングルス35枚、オリジナルアルバム14枚をリリースした。グループの知名度を特に高めた楽曲として「島唄」「風になりたい」が挙げられる。世界中を旅し、そこで得たインスピレーションで独創的な音楽を生み出してきた。楽曲はロックがすべての下敷きになってはいるが、サンバ、ケチャ、カリプソ、ボサノヴァ、ジャズ、ソウル、スカ、レゲエ、HR/HM、パンク、演歌、ヒップホップ、テクノなど多岐にわたる。
2014年12月17日、日本武道館の公演を最後にTHE BOOM解散。

## 人物
結成当初は楽曲制作には携わっていたものの、主にサポートメンバーとして活動していた。
他のメンバーより若干年上であったが、温厚な性格でファンやメンバーから親しまれていた。
活動中は主にドラムを担当していたが、ライブではヴォーカルとして楽曲を披露することもあった。